# María Isabel López
María Isabel López Rodríguez (Ayamonte, Huelva, España; 4 de enero de 1995), más conocida como María Isabel López o María Isabel, es una cantante y actriz española, ganadora del festival de Eurovisión Junior en 2004.
Hizo su primer casting en Eurojunior 2004, junto a un total de 16 000 niños de toda España, y resultó ganadora. El premio era representar a España en el Festival Eurovisión Junior de 2004, del que resultó ganadora en Lillehammer (Noruega), con su canción «Antes muerta que sencilla», el 20 de noviembre de 2004.

## Carrera

### 2004-2006
Comenzó su carrera artística con el lanzamiento de su álbum debut ¡No me toques las palmas que me conozco!, con el que ganó cuatro Discos de Platino, y que incluía Antes muerta que sencilla, el tema ganador del Festival de Eurovisión Junior 2004. El disco se publica de la mano de la discográfica independiente número 1 en España Vale Music y la multinacional Universal Music Group, que será la encargada de distribuir sus grabaciones a nivel internacional. También se publicó un disco junto a sus compañeros de Eurojunior 2004, que contenía las canciones «Antes muerta que sencilla», «Mira Niño» y algunas como «Lluvia De Amor» o «Nuestra Amistad» cantadas junto con sus compañeros de Eurojunior 2004, entre los que se encontraban Blas Cantó, Lydia Fairén, Mirela, Rocío Cabrera, entre otros. Ese mismo verano de 2004, la artista ofrece su primera gira de conciertos por España y de promoción por América, con firmas de discos, galas y programas de televisión. María Isabel ve cumplido otro sueño: interpretar la canción “En mi jardín” de la banda sonora a la película “Barbie y la magia de Pegaso”. Pero, el recuerdo que guarda con más cariño de ese año prodigioso es sin duda, “el recibimiento en mi pueblo, Ayamonte, con la estatua que me pusieron en el parque con mi nombre y la mención como hija predilecta”. Tras su éxito una conocida editorial le propuso sacar un álbum de cromos. Fue la encargada de entregar el trofeo del Festival de Eurovisión Junior 2005 a la ganadora, Ksenia Sitnik, la participante bielorrusa, y también anunció el nombre del ganador del representante español en Eurojunior 2005, que fue Antonio José.
María Isabel llega a Japón, y América con su primer álbum. Se presenta por primera vez en los Estados Unidos en los programas El gordo y la Flaca y Sábado Gigante. Se presenta por primera vez en México en el programa Código F.A.M.A. Internacional con Antes Muerta Que Sencilla, mientras que en España hace conciertos por diferentes ciudades y prepara en verano lo que sería su segundo disco de estudio María Isabel Número 2,  que sería publicado ese octubre, colocándose en el número 1 de las listas de España junto con el sencillo Pues Va a Ser Que No, próximamente Quien Da La Vez y En Mi Jardín perteneciente a una película de Barbie y una gira por España con la canción escrita por ella.
En el verano de 2006 graba lo que sería su tercer álbum de estudio titulado Capricornio con un videoclip llamado 'de que vas' con 15 canciones nuevas. El 21 de noviembre de 2006 lanzó el álbum, y poco después, María Isabel estrena un nuevo videoclip con Marisol llamado Tómbola, al igual que participa en la Gala FAO con De que Vas. Cantó "Esos besos que me das" junto con Manolo Escobar en un festival en Ayamonte a favor de la Asociación de Pescadores Onubenses (APO) en otoño del 2006. Su tercer álbum fue Disco de Oro. También, a finales de ese mismo año, junto con Antonio José, anunció el nombre del ganador del representante español en Eurojunior 2006, que fue Dani Fernández.

### 2007-2010: debut en el cine yLos Lunnis
Por primera vez de la mano de Antena 3 y DeAPlaneta Films debuta en el cine con lo que sería Ángeles S.A. una comedia navideña en donde ella es el papel principal llamándose como su mismo nombre María Isabel. El proyecto cinematográfico vino acompañado por la grabación de las canciones de la BSO de la película Ángeles, S.A., con el que consiguió un nuevo Disco de Platino para su palmarés. El rodaje del film tuvo lugar en Madrid, con un reparto que contó con Anabel Alonso, Pablo Carbonell, Oscar Casas y Silvia Marsó. La película se estrenó en 2007 y se emitió en más de 12 países europeos por la cadena HBO. El rodaje dura todo el verano cuando María Isabel tiene tiempo libre y está fuera del colegio. El 27 de noviembre su cuarto álbum de estudio titulado como la película que incluye 6 canciones y un colgante de la película y 3 más junto con 3 pistas karaokes y un DVD, junto con este se lanzan los sencillos Cuando no Estás y El Mundo Al Revés. En diciembre estrena lo que es su primera película Ángeles S.A. que fue todo un éxito de taquilla.
En febrero del 2009 se presenta en Menuda Noche su primera aparición del 2009 en televisión. En ese mismo mes hace una audición para el programa de Los Lunnis en Televisión Española (TVE) queda con el papel y se inicia la remodelación de Los Lunnis, comienza la primera temporada y María Isabel aparece por 2 meses completos en la pantalla de TVE. Vale Music anuncia un nuevo proyecto musical y en verano da un concierto con motivo del aniversario de un parque en Madrid. Llega la segunda temporada de Los Lunnis y en noviembre lanza Los Lunnis con María Isabel un disco que contiene los éxitos de Los Lunnis y 2 nuevas canciones de María Isabel.
En el año 2010, María Isabel estrena la quinta temporada de Los Lunnis. Los productores del JESC consideran a María Isabel para presentar el Festival de Eurovisión Junior 2010 en noviembre, pero su mánager rechaza la oferta. El 11 de junio apareció en el programa andaluz Menuda Noche, que se emite en Canal Sur, donde habla de sus planes de futuro y de un nuevo disco. En septiembre graba el tema 'Micifuz y Robustiana' para colaborar en la producción de Vale Music y Cantores de Híspalis, 'La Gran Fiesta de las Sevillanas' y posteriormente la invitan a una gala del mismo disco. En noviembre se presenta en el Festival de Eurovisión Junior 2010 como invitada estrella y cantó una parte de "Antes Muerta Que Sencilla" en un medley para recordar a todos los ganadores del concurso.

### 2011-2014: años sin publicaciones musicales
Se emite entre enero y febrero su película Ángeles S.A. en más de doce países europeos por la cadena HBO. En febrero, por segundo año consecutivo, se presenta como colaboradora de Carmen Vega en el desfile de moda flamenca anual SIMOF en Sevilla. Se ha presentado nuevamente con los Cantores de Hispalis en Canal Sur cantando 'Micifuz y Robustiana' y la han entrevistado en el programa "La Tarde, Aquí y Ahora" y además cantó 'Cuando No Estas'.
Se presenta a Simof por Tercer Año consecutivo en la colección de Carmen Vega - Presumidas y coquetas. En verano de este año en una corta entrevista por parte de Telecinco María Isabel habla de sus planes en el futuro que son como prioridad seguir estudiando, pero también regresar a la música. María Isabel contó que estudiará comercio y marketing para abrir su propia tienda de ropa, uno de sus sueños además de la música. En el año próximo 2013, se presenta por cuarta vez en el Salón Internacional de la Moda Flamenca junto a la Reina Gitana y Rocío Márquez y también en la Pasarela Flamenca Jerez. 

### 2015-2018:Yo decidoyObjetivo Eurovisión
El 27 de noviembre de 2015 se lanza Yo decido, un trabajo discográfico compuesto y producido por David Santisteban y Riki Rivera. El primer single de este, titulado La vida solo es una, fue lanzado el 30 de octubre de 2015 en las plataformas digitales. 
En diciembre, María Isabel imitó a Rihanna en el programa de Antena 3, Tu cara me suena, con la canción "We Found Love".
A finales de 2015, se confirmó que se encontraba en la pre-selección de los seis candidatos de RTVE para aspirar a ser representante de España el 14 de mayo de 2016 en Estocolmo. El mismo día, se dijo que la canción con la que quería representar al país era algo bailable, con aires frescos y que hacía sacar lo mejor de ella.
El 20 de enero, se confirmó que la canción con la que intentó ir al Festival de la Canción de Eurovisión 2016 en la preselección Española del 1 de febrero que fue emitida por La 1, "Objetivo Eurovisión", fue "La vida solo es una", primer sencillo de su álbum, Yo decido. María Isabel no consiguió ir al festival, quedando cuarta en la clasificación del programa y siendo la tercera más votada por el público (36 puntos). 
En marzo de 2018, colabora en un proyecto efímero junto al intérprete Aaron Blasco en la canción Y sigo aquí, pero unos meses más tarde, en septiembre de ese mismo año María Isabel anuncia que retoma su carrera profesional en solitario.

### 2019-2021: Roster Music
Después de una pausa, en julio de 2019, regresa a la primera línea de la actualidad musical de la mano de la compañía Roster Music, impulsando de nuevo su carrera e imprimiéndole un giro radical a su discografía. “Me corté el pelo y vinieron los cambios”, utilizando esta expresión de su tierra, María Isabel presenta el primer sencillo de su nueva etapa “Tu mirada” e irrumpe con éxito en el género pop urbano. Un fiel reflejo del momento en el que se encuentra “muy centrada en este nuevo camino que siempre he querido pisar. Mi mente ahora desprende positividad y energía, seguridad y ganas de trabajar”, afirma en una clara declaración de intenciones. El tema compuesto por ella misma, Elena Medina y Yadam González,. La grabación tuvo lugar en los estudios de Lemon Tree Entertainment de Miami (USA) y en Mapa Música de Madrid (España).
Ese mismo año, el 1 de noviembre de 2019, llega el lanzamiento de “Flamenkita”, producida por Austin, colaborador habitual de Juan Magán en sus producciones. Una canción de estilo reggaeton que mezcla el sonido urbano con toques flamencos. En la revista Vanitatis, el 19 de noviembre de 2019, justo después de esta última producción, se anuncia que será uno de los miembros del jurado profesional que formarán parte de la delegación española de la edición de Eurovisión Junior 2019, quince años después de su participación.
El 24 de enero de 2020 estrena “Dos de la Tarde”, el tercer lanzamiento de esta nueva etapa musical. Este nuevo sencillo, grabado en Miami con el productor guatemalteco afincado en Estados Unidos, Rodolfo Castillo, nuevamente sonidos reggaeton con influencias de pop latino. 
El 27 de marzo de este mismo año publica nuevo sencillo, “Sentir Cosquillitas”, una nueva propuesta musical que nace fruto de la colaboración con el cantante y compositor Moncho Chavea, por su personal mezcla de flamenco, hip-hop y reggaeton. En esta nueva canción de fue grabada en Miami a finales de 2019, repitiendo de nuevo en la producción Rodolfo Castillo. 
El 3 de julio de 2020, ella y Juan Magán unen sus voces en Esa Carita. Un nuevo proyecto musical que combina bases de música urbana actual con sonidos que recuerdan al reggae jamaicano, adaptación de la canción de origen indonesio “Bagaikan Langit”, conocida popularmente en todo el mundo por los emoji challenge. Los productores del tema en español, Juanma Leal, el mismo Juan Magán y Ricardo Campoy, dieron otro enfoque a la letra original de la canción, añadiendo partes de creación propia, y transformándola en una historia de amor juvenil, “nuestra historia la protagonizan dos personas enamoradas que viven separadas por la distancia y se comunican a través de las redes sociales, enviándose caritas de emojis sonrientes, emojis que lanzan besos con corazones o que sacan la lengua mientras guiñan un ojo…”. En una entrevista publicada el 10 de julio de 2020 en el diario español El Mundo explica los detalles de esta nueva producción y de su participación en el programa Tu cara me suena.
Antes de finalizar el año, el 27 de noviembre de 2020, publica nuevo sencillo en solitario Me Enseñaste, una balada urbana que supone un giro de 180 grados respecto a sus últimos lanzamientos. La producción de la canción se realizó en los Resonance Studios de Miami por el productor y compositor venezolano afincado en Estados Unidos, José Miguel Velasquez.
Durante 2020 participa en la octava temporada del talent show de Antena 3 Tu cara me suena. En este programa imitó, entre otros, a Billie Eilish, Romeo Santos, Isabel Pantoja o Leire Martínez de La Oreja de Van Gogh con la que ganó la emisión del programa esa semana obteniendo un premio de 3000€ para donar a una causa solidaria. [cita requerida]

### 2021-2024
El 29 de julio de 2021 anunció a través de las redes sociales su retiro de la música por salud mental, dejando durante un tiempo en incognito su vuelta a ella en un futuro.[cita requerida]
Después de estar un tiempo retirada, en enero de 2024, se hace oficial su regreso participando en la 2.ª edición de Bailando con las estrellas en Telecinco tras años sin aparecer en televisión, dónde compitió en la pista de baile con otros famosos como Adrián Lastra, Ágatha Ruiz de la Prada o Mala Rodríguez, entre otros.
En marzo de 2024, participó en la Preparty de Eurovisión en Madrid cantando 20 años después Antes muerta que sencilla.
Actúo en Eurovisión Junior 2024 celebrado en la ciudad de Madrid, ya que en este año se cumplieron 20 años de su victoria en Eurovisión Junior 2004.

## Vida personal
El 8 de agosto de 2022 anunció en sus redes sociales su embarazo junto a su pareja, Jesús Marchena. El 14 de febrero de 2023 nace su hija, Daliana.

## Discografía
Álbumes de estudio
- ¡No me toques las palmas que me conozco! (2004)
- Número 2 (2005)
- Capricornio (2006)
- Yo decido (2015)

Bandas sonoras
- Ángeles S.A. (2007)
- Los Lunnis con María Isabel (2009)

## Perfume
María Isabel lanzó su primer perfume para niñas llamado María Isabel Número 2 al igual que su segundo álbum de estudio. Este perfume se vendió junto a un DVD que incluía el making of del disco, imágenes de la gira, fotos y extras del disco María Isabel Número 2.

## Modelo
María Isabel participa por primera vez como modelo en el 2010 en el Salón Internacional de la Moda Flamenca (SIMOF) en la colección de Carmen Vega llamada "Cerca del Arcoíris". Además de modelar para la colección también interpretó la canción "Cerca del Arcoíris" que llevaba el mismo nombre que la colección.
Participa posteriormente en el 2011 y 2012 nuevamente en SIMOF y en las colecciones de Carmen Vega llamadas "Bella" y "Presumidas y Coquetas" respectivamente. También se presentó a modelar por primera vez en La Pasarela Flamenca de Jerez en el 2011 con la colección "Bella" de Carmen Vega. En febrero del 2013 hace su cuarta aparición el Salón Internacional de la Moda Flamenca modelando la colección de Carmen Vega "Me Embrujaste" junto a la Reina Gitana y Rocío Márquez. Por segunda vez en febrero del 2013 María Isabel se presenta en La Pasarela Flamenca de Jerez modelando una colección de Carmen Vega.

## Filmografía
María Isabel debutó en el cine junto a Pablo Carbonell y Anabel Alonso en la película Ángeles S.A. que cuenta la historia de una niña que lleva el mismo nombre que María Isabel la cual pierde a su padre en un accidente de avión. Su padre al darse cuenta de que no tiene un ángel de la guarda quien la cuide decide bajar a la tierra en el cuerpo de un profesor de música de María Isabel.
La película fue ganadora de un premio en el Festival Internacional de Cine de Guadalajara.
La película salió a la venta en DVD el día 9 de julio de 2008. El 5 de enero de 2010 fue re-lanzada en DVD en Francia bajo el nombre de "Angels".

### Televisión
| Año       | Título                     | Información                                  | Cadena         |
| --------- | -------------------------- | -------------------------------------------- | -------------- |
| 2004      | Eurovisión Junior 2004     | Ganadora por España                          | La 1           |
| 2006-2009 | Cambio de clase            | Papel secundario (Alicia, hija del director) | Disney Channel |
| 2009-2011 | Los Lunnis                 | Presentadora                                 | La 2           |
| 2014      | Este es mi pueblo          | Invitada                                     | Canal Sur      |
| 2015      | Se llama copla             | Invitada                                     | Canal Sur      |
| 2015      | Andalucía Directo          | Invitada                                     | Canal Sur      |
| 2015      | Menuda Noche               | Invitada                                     | Canal Sur      |
| 2015      | Corazón                    | Entrevista                                   | La 1           |
| 2015      | El Gran Queo               | Invitada                                     | Canal Sur      |
| 2015      | Tu cara me suena           | Invitada (imita a Rihanna)                   | Antena 3       |
| 2015      | La noche en Paz            | Invitada                                     | Telecinco      |
| 2016      | ¡Feliz 2016!               | Invitada                                     | Canal Sur      |
| 2016      | ¡Que tiempo tan feliz!     | Invitada                                     | Telecinco      |
| 2016      | Cine de barrio             | Invitada                                     | La 1           |
| 2016      | La mañana de La 1          | Invitada                                     | La 1           |
| 2016      | Objetivo Eurovisión        | Candidata al festival e invitada             | La 1           |
| 2016      | 90 minutos                 | Invitada                                     | TVG            |
| 2020-2021 | Tu cara me suena           | Concursante                                  | Antena 3       |
| 2024      | Bailando con las estrellas | Concursante                                  | Telecinco      |